# 354P/LINEAR
354P/LINEAR è un cometa periodica del Sistema solare di circa 150 m di diametro, scoperto il 6 gennaio 2010 nell'ambito del programma LINEAR del Lincoln Laboratory per la ricerca sistematica di asteroidi.

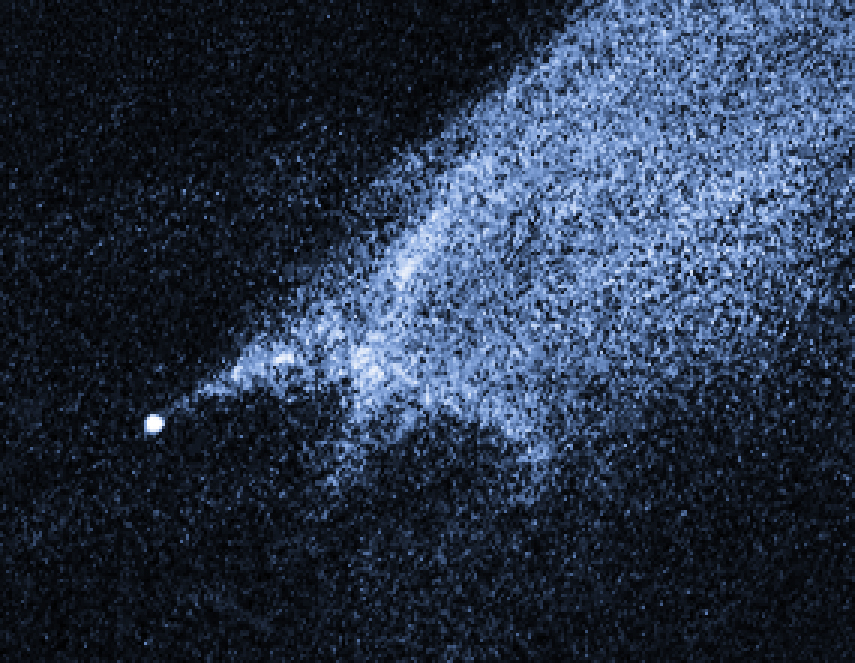
Il presunto nucleo visibile nell'angolo in basso a sinistra del campo di detriti.

L'oggetto è stato scoperto il 6 gennaio 2010 come un oggetto della ventesima magnitudine nell'ambito del programma Lincoln Near-Earth Asteroid Research (LINEAR) gestito dal Lincoln Laboratory del MIT, il cui scopo è la ricerca sistematica di asteroidi near-Earth. È stato utilizzato un telescopio riflettore di un metro di diametro con una fotocamera a CCD.
Identificato inizialmente come una cometa periodica, per alcuni appartenente alla fascia principale degli asteroidi (main belt comet), per altri alla famiglia cometaria di Giove nel gruppo della Cometa Encke, ha ricevuto una designazione cometaria dal Minor Planet Center: P/2010 A2.
Ha subito manifestato delle particolarità, avendo una coda debole senza presentare una reale chioma. Analisi successive di immagini ottenute il 25 ed il 29 gennaio con il Telescopio spaziale Hubble (HST) suggeriscono che la coda sia stata generata da una recente collisione tra due asteroidi piuttosto che dalla sublimazione di ghiaccio cometario. Un ulteriore dato notevole è rappresentato dalla posizione relativa del nucleo, sbilanciata rispetto all'asse della coda e all'esterno di quella che dovrebbe essere la chioma, situazione che non presenta precedenti nell'osservazione delle comete. La coda potrebbe essere creata da particelle millimetriche soffiate via dalla pressione della radiazione solare.
Una prima orbita è stata calcolata dopo 26 giorni di osservazioni. Questi primi calcoli suggeriscono che l'oggetto percorra un'orbita con bassa eccentricità, inclinata di circa 5° rispetto al piano dell'eclittica. Sembrerebbe che 354P/LINEAR sia transitato dal perielio, a circa 2 UA dal Sole, nei primi giorni del mese di dicembre, poco più di un mese prima della sua scoperta. Con un afelio a circa 2,6 UA, l'orbita di P/2010 A2 è sempre contenuta entro il limite della neve del Sistema solare, posto a 2,7 UA. Oltre tale limite, i ghiacci delle molecole volatili (acqua, ammoniaca, ecc.) sono generalmente più comuni. Tuttavia non è ancora possibile escludere la possibilità che la coda sia costituita da gas fuoriuscito dal nucleo dell'oggetto in seguito alla sublimazione di ghiacci contenuti al suo interno.
L'orbita di 354P/LINEAR è coerente con la sua appartenenza alla famiglia asteroidale di Flora, un insieme di oggetti che sembrano essere i resti di una collisione che, più di cento milioni di anni fa, ha frammentato un oggetto principale in tantissimi pezzi, conservando la stessa composizione e seguendo la medesima orbita.
La cometa non è stata osservata nel suo passaggio al perielio nel 2020.